# Receive
Receive è una canzone della cantautrice canadese Alanis Morissette, estratto nel 2012 come secondo singolo dall'album Havoc and Bright Lights.

## Tracce
Download digitale
1. Receive - 3:41